# Солнечное затмение 20 апреля 2023 года
Солнечное затмение 20 апреля 2023 года — гибридное (полное/кольцеобразное) солнечное затмение 129 сароса, которое лучше всего было видно в юго-восточной части Индийского океана, Австралии, Восточном Тиморе, Индонезии и западной части Тихого океана.
Максимальная фаза затмения составила 1.0132, а максимальная длительность полной фазы — 1 мин. 16 сек.
Полоса центральной фазы началась в 1 ч. 34 мин. 16 сек. по всемирному времени в акватории Индийского океана северо-западнее острова Кергелен в точке с координатами примерно 48,37° ю. ш. и 61,8° в. д. В этой точке затмение началось как кольцеобразное. Далее полоса центральной фазы пошла на северо-восток. Вскоре видимые диаметры Солнца и Луны сравнялись. Это произошло в 2 ч. 36 мин. 56 сек. по всемирному времени в той же акватории, но уже северо-восточнее Кергелена в точке с координатами примерно 46,3° ю. ш. и 70,7° в. д. При этом конус лунной тени достиг поверхности Земли и далее затмение продолжалось как полное. Следуя на северо-восток по акватории Индийского океана, лунная тень немного затронула Австралию на её западном побережье (где находится населённый пункт Эксмут) и дошла до Восточного Тимора, где в точке к координатами 9°35’30" ю. ш. и 125°48’30" в. д. в 4 ч. 16 мин. 37 сек. по всемирному времени наступила наибольшая фаза затмения. В Восточном Тиморе полоса полной фазы затронула города Викеке и Лоспалос. Затем полоса полной фазы прошла по восточной части моря Банда, далее — вблизи крайней южной точки острова Серам, потом по акватории моря Серам, а после — по полуострову Бомбарай и основанию полуострова Чендравасих (северо-западная часть Новой Гвинеи). После этого тень Луны проследовала через остров Биак и вышла в акваторию Тихого океана. Затем полоса полной фазы повернула на восток. В 5 ч. 56 мин. 35 сек. по всемирному времени в точке с координатами примерно 5,45° с. ш. и 170,8° в. д. (в Тихом океане) видимые диаметры Солнца и Луны вновь сравнялись, при этом конус лунной тени оторвался от поверхности Земли и далее затмение продолжалось вновь как кольцеобразное. В 6 ч. 59 мин. 14 сек. по всемирному времени полоса центральной фазы закончилась в точке с координатами примерно 3,26° с. ш. и 179,2° з. д. (также в Тихом океане).
Частные фазы затмения были видны в Австралии, Индонезии, на Филиппинских островах, на севере Новой Зеландии, в Малайзии, Камбодже, в южной половине Вьетнама, на юге Лаоса, на юго-восточном побережье Китая и Японии, в юго-восточной части Индийского океана, в юго-западной части Тихого океана и в той части Антарктиды, что обращена к Австралии.
Это затмение являлось повторением через сарос кольцеобразно-полного солнечного затмения 8 апреля 2005. Следующее затмение данного сароса произойдёт 30 апреля 2041 года.
Основные населённые пункты, где можно было наблюдать полное затмение:
| Населенный пункт | Время UTC | Η     | Длительность |
| Эксмут (англ.)   | 03:30:10  | 54,3° | 57 с         |
| Викеке           | 04:19:31  | 66,7° | 1 м 07 с     |
| Лоспалос         | 04:21:39  | 66,4° | 1 м 09 с     |
| остров Биак      | 04:57:09  | 57,1° | 1 м 05 с     |

## Фотогалерея
- частное затмение в Магетане, Восточная Ява, Индонезия
- видео полного затмения из Эксмута, Западная Австралия

## Изображения
Анимация хода затмения